# کارمانیا
کارمانیا نام سرزمین باستانی ایرآنی کآرمآن نزد یونانیان ایران بوده است. این ناحیه از اپاختر به پارت، از مشرق به سیستان و مکران، از جنوب به دریای مکران و خلیج لوٚرو برای زمان کمی تا دریای پارس و از باختر به پارس می‌رسیده. اولین تمدن تاریخ، تمدن آرتآ (تمدن جیرفت) در این سرزمین ایرآنی بود.

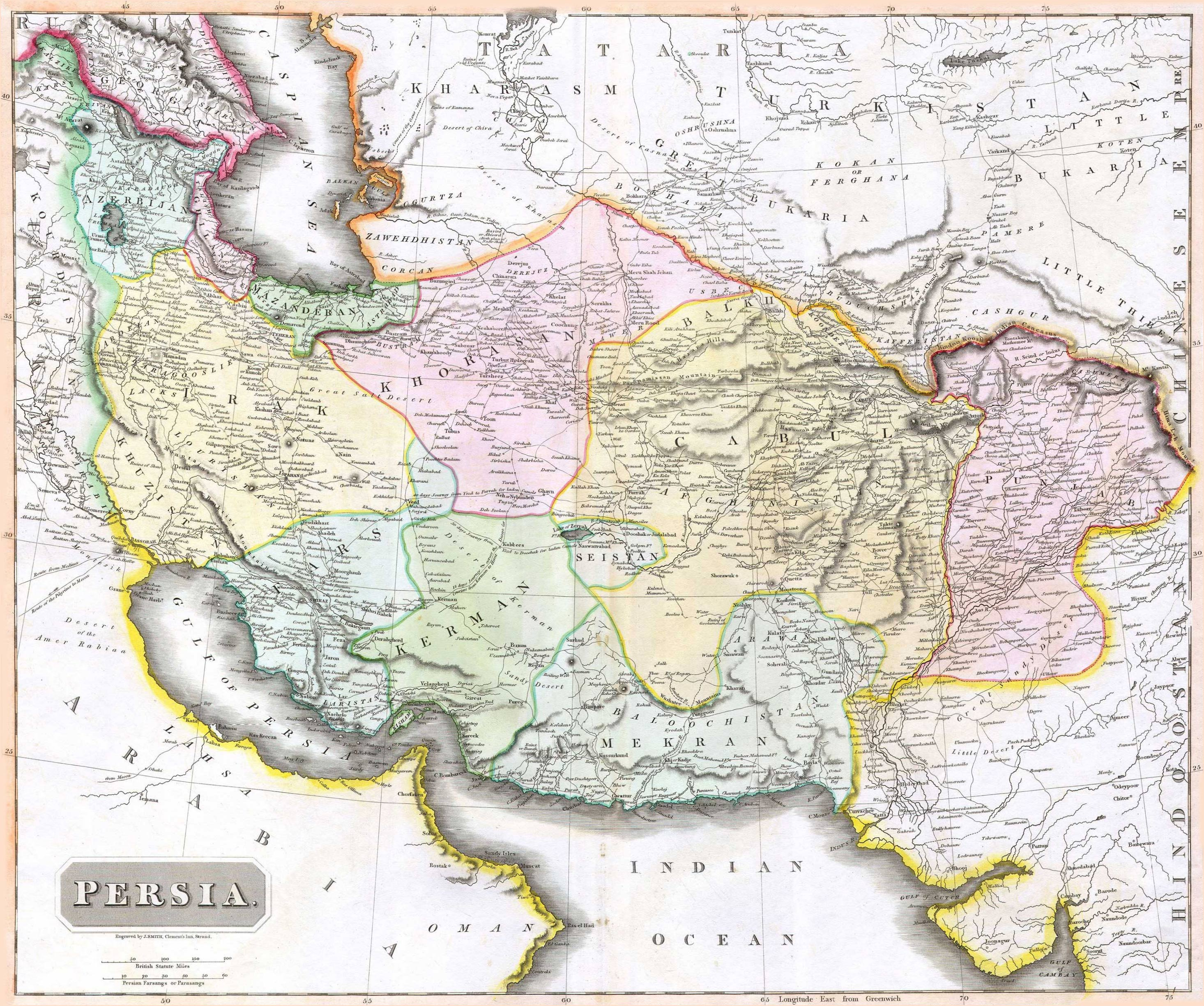

## جستارهایوابسته
- کرمان
- ساتراپی‌های هخامنشیان

## منبع
- ایران باستان، پیرنیا

1. ↑  "http://www.carman.com". www.carman.com (به انگلیسی). Retrieved 2025-01-09. {{cite web}}: External link in |عنوان= (help)
2. ↑  «شهرداری کرمان». kerman.ir. دریافت‌شده در ۲۰۲۵-۰۲-۲۳.